# Pimoa lhatog
Pimoa lhatog (лат.) — вид пимовых пауков рода Pimoa (Pimoidae). Название дано по месту нахождения (Lhatog Town).

## Распространене
Китай, Тибетский автономный район (Nyingchi, Nang County, Lhatog Town, Lhatog Lake, 28,75°N, 93,08°E, на высоте 4122 м).

## Описание
Мелкие пауки, длина тела 7 мм. Карапакс самок желтоватый с черными боковыми краями; грудная ямка и радиальные борозды отчетливые; стернум буроватый; брюшко чёрное с коричневыми поперечными перевязями. Ноги буроватые с чёрными перевязями. Эпигинум: вентральные пластинки узкие, длина почти равна ширине. Сперматеки бобовидной формы, разделенные примерно на 1/3 ширины сперматеки. Сходен с видами P. crispa и P. mainling. Вид был впервые описан в 2021 году китайским арахнологами Xiaoqing Zhang и Shuqiang Li (Institute of Zoology, Chinese Academy of Sciences, Пекин, Китай) по материалам из Тибета.